# اورمستاون، کبک
اورمستاون (به فرانسوی: Ormstown) شهری در منطقه شهری لو او-سن-لوران ناحیه مونترژی در استان کبک کانادا است. در سرشماری سال ۲۰۱۱ این شهر ۳٬۷۴۲ نفر جمعیت داشته‌است و مساحت آن ۱۴۲٫۳۹ کیلومتر مربع است.